# Microfachia
La microfachia è una malformazione congenita dell'occhio, caratterizzata da una dimensione del cristallino inferiore al normale a livello del diametro equatoriale.
Può manifestarsi nella sindrome di Weill-Marchesani e, occasionalmente, nell'osteo-onicodisplasia ereditaria.

## In veterinaria
Nei cani la condizione può essere correlata alla razza, come nello schnauzer nano, dove a volte si presenta associata a cataratta congenita.